# José Enrique Fernández de Moya
José Enrique Fernández de Moya Romero (Jaén, 17 d'abril de 1969), és un polític espanyol. És l'actual Secretari d'Estat d'Hisenda i, per tant, President de l'Agència Tributària exofficio que va ser Alcalde de Jaén i diputat al Congrés, entre altres funcions públiques.

## Biografia

### Trajectòria professional
És professor titular de Dret financer de l'Àrea de Dret Financer i Tributari del Departament de Dret Civil, Dret Financer i Tributari de la Universitat de Jaén.

### Trajectòria política

#### Inicis
Es va afiliar al Partit Popular en 1991, sent president Provincial de Noves Generacions entre 1994 i 1995. Entre 1996 i 2000 va ser secretari general i des d'aquest any president del Partit Popular de Jaén. Entre 2002 i 2015 va ser sotssecretari general del Partit Popular Andalús, a l'àrea d'Estudis i Programes. Ha estat diputat en les VII i VIII legislatures del Parlament d'Andalusia. Entre 2011 i 2015 va ser senador electe per la província de Jaén després d'aconseguir la seva acta en les eleccions generals d'aquest any.

#### Alcalde de Jaén
En les eleccions municipals de 2011 va encapçalar la llista del Partit Popular a l'ajuntament de Jaén que va obtenir majoria absoluta, prenent possessió l'11 de juny. En 2015, va revalidar el seu càrrec en les eleccions municipals, encara que sense majoria absoluta. Al novembre d'aquest mateix any va ser designat cap de llista al Congrés dels Diputats per la província de Jaén en les següents eleccions generals de 2015, arran de la qual cosa es va informar que deixaria l'alcaldia, per dedicar-se a les eleccions generals, i seria substituït pel regidor d'Urbanisme i Habitatge, Francisco Javier Márquez Sánchez. El 23 de novembre de 2015 va deixar formalment de ser alcalde en renunciar a la seva acta de regidor.

#### Diputat
Després de les eleccions va obtenir la seva acta de diputat. Va ser diputat en la breu legislatura i després de la dissolució de les corts i la repetició d'eleccions va tornar a aconseguir la seva acta de diputat. Va deixar l'acta al novembre de 2016 després de ser nomenat Secretari d'Estat d'Hisenda.

#### Secretari d'Estat
L'11 de novembre de 2016 va ser nomenat pel Ministre d'Hisenda i Funció Pública Cristobal Montoro Secretari d'Estat d'Hisenda, després de la qual cosa va renunciar a la seva acta de diputat i va ser substituït per Javier Calvente.
Al maig de 2018 va ser citat per declarar el 5 de juny de 2018 com imputat per suposats delictes de prevaricació administrativa continuada, falsedat en document mercantil, malversació de cabals públics continuat i suborn i tràfic d'influències, que hauria comès durant el seu mandat com a alcalde de Jaén.